# Brkoslavec palmový
Brkoslavec palmový (Dulus dominicus) je pták žijící na ostrově Hispaniola, jediný zástupce čeledi brkoslavcovití (Dulidae).

## Systematika
Brkoslavce palmového popsal již švédský přírodovědec Carl Linné, jenž jej v roce 1766 zařadil v rámci rodu Tanagra. Současné binomické jméno Dulus dominicus pochází od německého ornitologa Gustava Hartlauba (1847). Brkoslavec palmový je považován za jediného zástupce rodu Dulus Vieillot, 1816 a čeledi Dulidae Sclater, 1862.
Brkoslavec palmový paradoxně není blíže spřízněn s jinými ptačími druhy na Hispaniole. Molekulárně-fylogenetické analýzy ukazují na zařazení v rámci kladu Bombycilloidea, zahrnujícího mj. čeledi brkoslavovití (Bombycillidae), palmovníkovití (Ptiliogonatidae) a vyhynulou čeleď Mohoidae, endemitní na Havajských ostrovech. S výjimkou vyhynulých mohoů, již se mj. přizpůsobili konzumaci nektaru, se všichni výše uvedení ptáci živí plodožravě či hmyzožravě.

## Popis
Brkoslavec palmový dosahuje velikosti 19–20 cm. Opeření je na hřbetě olivově hnědé, spodní partie jsou žlutavě bílé s hnědavými proužky. Záď a okraje letek bývají lemovány žlutou. Neobjevuje se výrazný pohlavní dimorfismus, nedospělé ptáky lze od dospělců odlišit na základě tmavšího zbarvení hrdla a krku. Mohutný zobák má žluté zbarvení, duhovka je hnědočervená.

## Chování a ekologie

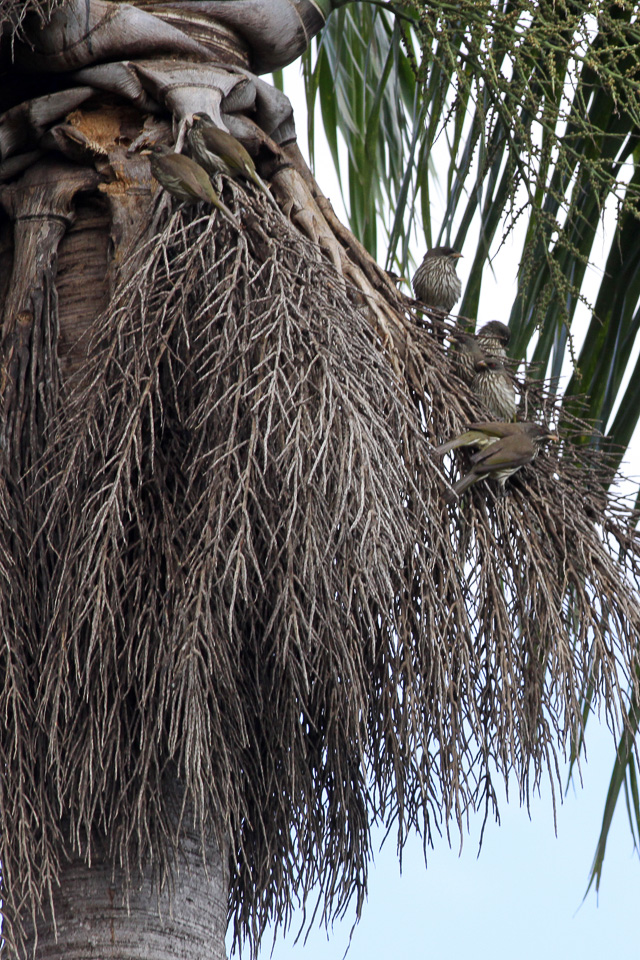
Brkoslavci v NP Sierra de Bahoruco

Brkoslavec palmový je široce rozšířeným druhem nižších a středních poloh ostrovů Hispaniola a La Gonâve v Karibském moři. Tito ptáci se živí především plody, dílem i květy a v menší míře taktéž hmyzem, jenž mohou pronásledovat dokonce za letu. Platí za rozptylovače semen místních plodících stromů, jako jsou roystoney, březule balzámové a mnohé další.
Brkoslavci si svá hnízda staví především na palmách, ve vyšších polohách i na jehličnatých stromech, využívána však mohou být i různá netradiční místa, dokonce i skalní výchozy v moři. Brkoslavci svá hnízda využívají i mimo hnízdní sezónu. Hnízdo představuje v průměru 1–2 m velkou stavbu, tvořenou neuspořádaně propletenými větvičkami. Buduje jej několik párů, z nichž každý si uvnitř vydržuje vlastní komůrku. Podobné sociální uspořádání je mezi ptáky vzácné, pozorované vyjma brkoslavců například u mníšků šedých (Myiopsitta monachus), tkalčíků světlezobých (Bubalornis albirostris) a snovačů pospolitých (Philetairus socius). Větvičky používané pro stavbu hnízd mohou několikanásobně překračovat délku samotného ptáka. Brkoslavci je někdy sbírají ze země, jindy odlamují z okolních keřů a někdy také „kradou“ z hnízd jiných sociálních skupin. Terénní studie publikovaná roku 2019 odhalila, že brkoslavci přinášejí nové větvičky na stavbu hnízda v 5,2–18,8 % návštěv, přičemž do rozšiřování a údržby hnízd investují více času jedinci žijících v menších hnízdech.
Samotné hnízdění probíhá především mezi březnem a červnem, snůšku tvoří dvě až čtyři purpurově šedá vajíčka, na svém širším konci výrazně skvrnitá. Ptáčata bývají často napadána myiázními mouchami rodu Philornis, ačkoli tato parazitóza jim nepůsobí zavážnější obtíže.

## Ohrožení
Mezinárodní svaz ochrany přírody (IUCN) ve svém vyhodnocení stavu druhu z roku 2016 hodnotí brkoslavce palmového za málo dotčený druh se stabilním populačním trendem.